# 弗里蒙特 (俄亥俄州)
弗里蒙特（Fremont）是美国俄亥俄州桑达斯基县一个城市和县城，距离托莱多约40英里。 2010年人口普查时人口为16,734人。 这是拉瑟福德·伯查德·海斯的家乡，他从1877年至1881年担任美国总统。拉瑟福德·海斯总统中心仍然是弗里蒙特的焦点。 国家植树节日基金会指定弗里蒙特为美国树城。